# وراگوچانیتسا
وراگوچانیتسا (صربی: Vragočanica}} یک روستا در صربستان است که در ناحیه کولوبارا واقع شده‌است.
 وراگوچانیتسا  ۴۱۷ نفر جمعیت دارد.